# Ichneutes facialis
Ichneutes facialis är en stekelart som beskrevs av Thomson 1895. Ichneutes facialis ingår i släktet Ichneutes och familjen bracksteklar. Arten är reproducerande i Sverige. Inga underarter finns listade i Catalogue of Life.